# Edizioni Casagrande
Pour les articles homonymes, voir Casagrande.
Edizioni Casagrande est une maison d'édition suisse, implantée à Bellinzone, la capitale du canton du Tessin, dans la partie italophone de la Suisse.
Plus importante maison d'édition suisse en langue italienne, les éditions Casagrande sont nées d'une librairie créée à Bellinzone en 1924. Elles ont été officiellement constituées en société en 1972, bien que le premier livre imprimé par la librairie Casagrande soit paru en 1950.
Elles publient de la littérature générale, des nouvelles, de la poésie, des essais historiques, des livres d’art et d’architecture et développent une politique éditoriale largement tournée vers les régions alpines et leur culture.
Parmi les auteurs publiés, on peut citer Carlo Agliati, Paul Auster, Marco Alloni, Sandro Beretta, Emmanuel Bove, Piero Chiara, Pietro De Marchi, Friedrich Dürrenmatt, Tony Duvert, Péter Esterházy, Fabrizio Fazioli, Claudio Ferrata, Cesare Fiumi, Max Frisch, Erich Fromm, Romain Gary, Eugène Ionesco, Philippe Jaccottet, Lou Lepori, Imre Kertész, Agota Kristof, Antonio Motta, Alberto Nessi, Giorgio Orelli, Amos Oz, Oscar Peer, Fabio Pusterla, Claudia Quadri, Antonio Rossi (écrivain), Isaac Bashevis Singer, Jean-Philippe Toussaint, Eugenio Turri, Robert Walser, Sandra Weston.  